# Vencedor (1746)
El Vencedor fue un navío de línea de dos cubiertas y 70 cañones, perteneciente a la clase África y botado para la Armada española en 1746. Como todos los navíos de nombre no religioso, se puso bajo la advocación de un santo, en este caso Santo Tomás.De acuerdo con los estándares británicos el buque quedaba categorizado como navío de tercera clase.

## Construcción
El barco fue encargado desde La Habana, donde se colocó la quilla el 14 de enero de 1746, encontrándose aún en astillero el 9 de julio de 1746, primer día de reinado de Fernando VI. Armado con 70 cañones, fue botado el 22 de diciembre de 1746 y puesto en servicio el 14 de enero de 1748. El sistema de construcción seguido fue el de Antonio de Gaztañeta e Iturribalzaga, con las mejoras introducidas por Cipriano Autrán.

## Historial
El barco zarpó de La Habana el 13 de mayo de 1749 con la flota de Andrés Reggio, que escoltaba nueve cargueros. La flota incluía a los navíos León, Invencible, Nueva España y al Tigre, junto con la fragata Nís. La flota llegó a Ferrol el 13 de julio con un cargamento de 22 788 913 pesos fuertes.
Resultó incendiado accidentalmente en Ferrol la noche del 30 de octubre de 1750, junto al navío Invencible. El barco se encontraba en mantenimiento en el astillero de Ferrol en ese momento, mientras se le realizaba una reconfiguración para elevar su artillería a 74 cañones..